# Celestino Caballero
Pour les articles homonymes, voir Caballero.
Celestino Caballero est un boxeur panaméen né le 21 juin 1976 à Colón.

## Biographie

### Carrière
Il devient champion du monde des poids super-coqs WBA le 4 octobre 2006 en battant par arrêt de l'arbitre à la 3e reprise le thaïlandais Somsak Sithchatchawal.  
Après 5 défenses victorieuses contre notamment Mauricio Pastrana et Lorenzo Parra, Caballero s'empare de la ceinture IBF le 21 novembre 2008 en stoppant au 4e round Steve Molitor, jusqu'alors invaincu en 28 combats. 
Il confirme cette victoire en battant aux points (par décision partagée) le sud-africain Jeffrey Mathebula le 30 avril 2009 et Francisco Leal par abandon au 8e round le 29 août. 
En 2010, le boxeur panaméen combat en poids plumes et perd notamment aux points en 10 rounds le 27 novembre contre Jason Litzau. L'IBF remet logiquement sa ceinture en jeu avant même cette défaite contrairement à la WBA qui le considère toujours champion des super-coqs jusqu'au 10 décembre 2010.